# گوا گیل
گوا گیل موسیقی‌دان، دی‌جی، برگزارکننده جشن و بازیگر اهل آمریکا است. او یکی از بنیان‌گذاران گوا ترنس و جنبش سایکدلیک ترنس در موسیقی الکترونیک می‌باشد.

## زندگی‌نامه
گوا گیل در سال ۱۹۵۱ متولد و در شهر سن رافائل، کالیفرنیا بزرگ شده است. او شاهد تولد جنبش هیپی و اسید راک بوده است و توسط گروه‌های اشتراکی ساختارشکن سگ خانواده و فرزندان چامپلین با این جنبش آشنا شد. زمانی که احساس کرد چشم‌انداز موسیقی سان‌فرانسیسکو دیگر برایش روشن نیست، در سال ۱۹۶۹ آمریکا را ترک کرد، ابتدا به آمستردام هلند رفت و سپس راهی هند شد و در گوا ساکن شد.

## نگارخانه

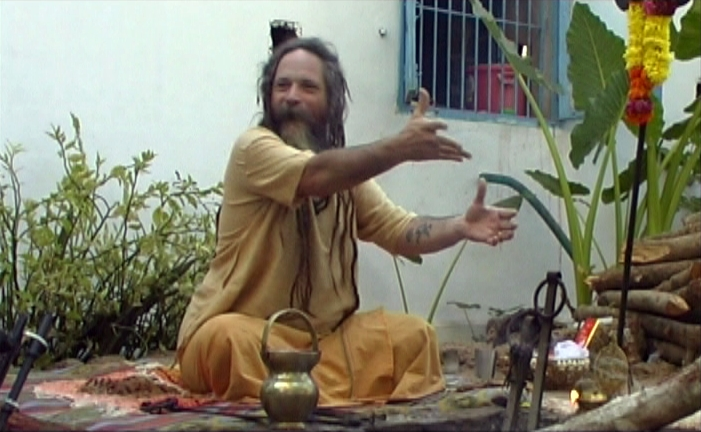
گوا گیل در فیلم سال ۲۰۰۱ آخرین هیپی ایستاده